# Bastien Marchive
Bastien Marchive, né le 15 juillet 1990 à Niort (Deux-Sèvres), est un homme politique français.
Membre du Parti radical, il est élu député dans la 1re circonscription des Deux-Sèvres lors des élections législatives de 2022. Il est réélu lors des élections législatives françaises de 2024 en tant que divers centre.

## Biographie

### Origines
Bastien Marchive est né à Niort, d’un père chauffeur routier et d’une mère fonctionnaire, agent de restauration scolaire.
Il réalise l’ensemble de sa scolarité dans le quartier prioritaire du Clou Bouchet et obtient un baccalauréat économique et social au lycée de la Venise verte.

### Études
Il intègre l'université de Bordeaux, où il obtient une licence en droit et sciences politiques avant d'être diplômé d'un master en droit public des affaires.
Il obtient un master 2 en construction et urbanisme à l’université Paris 1 Panthéon-Sorbonne.

### Parcours professionnel
Juriste de formation, il a exercé dans plusieurs cabinets d’avocats. En 2014, il intègre le cabinet du maire de Niort comme chargé de mission,.
Il démissionne en décembre 2019 pour se consacrer à la direction de la campagne de Jérôme Baloge.

### Parcours politique
Présent sur la liste de Jérôme Baloge aux élections municipales de 2014 avant de rejoindre son cabinet, il adhère au Parti radical en 2015 (dont il sera trésorier de la fédération des Deux-Sèvres jusqu’en 2022), année durant laquelle il sera colistier aux élections régionales.
Élu conseiller municipal de Niort en 2020, il occupe alors les fonctions d'adjoint au maire chargé de l’urbanisme, l’habitat, les affaires foncières, action cœur de ville et la politique de la Ville et l’aérodrome. Son élection comme conseiller municipal emportant celle de conseiller communautaire, il devient également délégué du président de la communauté d'agglomération du Niortais chargé de l’habitat, l’urbanisme et la politique de la Ville.
En 2021, il participe à la liste centriste de Geneviève Darrieussecq aux élections régionales et est élu conseiller régional le 27 juin 2021.
Candidat aux élections législatives de 2022, il l’emporte au second tour face au candidat de la NUPES. Il est élu député Ensemble le 19 juin 2022 dans la première circonscription des Deux-Sèvres et quitte alors ses fonctions d'adjoint au maire de Niort, de délégué du président de la communauté d’agglomération et de conseiller régional.
À l’Assemblée nationale, il est apparenté au groupe Renaissance et siège au sein de la commission des Affaires économiques.
En septembre 2022, il est nommé rapporteur pour avis sur la mission « Cohésion des territoires » du projet de loi de finances 2023 pour les programmes relatifs au logement et à l'urbanisme. À l'occasion de ce rapport, il se positionne en faveur d'un rééquilibrage de la fiscalité entre les logements meublés destinés à la location longue durée et ceux pour le tourisme.
À la suite de la dissolution de l'Assemblée nationale décidée par Emmanuel Macron le 9 juin 2024, il est candidat Divers centre à sa réélection au sein de la première circonscription des Deux-Sèvres. Il arrive en tête du premier tour avec 40,24% des suffrages exprimés, devant la candidate du Nouveau Front populaire et la candidate du Rassemblement national. À l'issue d'une triangulaire, il l'emporte au second tour avec 42,37% des voix et est réélu député,.

## Résultats électoraux

### Élections législatives 2022
| Année | Parti et coalition | Parti et coalition | Circonscription     | 1er tour | 1er tour | 1er tour | 2d tour | 2d tour | 2d tour |
| Année | Parti et coalition | Parti et coalition | Circonscription     | Voix     | %        | Rang     | Voix    | %       | Issue   |
| ----- | ------------------ | ------------------ | ------------------- | -------- | -------- | -------- | ------- | ------- | ------- |
| 2022  |                    | PRV (ENS)          | 1re des Deux-Sèvres | 13 741   | 30,20    | 1er      | 22 511  | 51,99   | Élu     |
| 2024  |                    | PRV (DVC)          | 1re des Deux-Sèvres | 25 247   | 40,24    | 1er      | 26 655  | 42,37   | Élu     |

## Mandats
- Député de la première circonscription des Deux-Sèvres (depuis 2022)
- Conseiller municipal à la ville de Niort (depuis 2020)
- Délégué du Président à la Communauté d’agglomération du Niortais (2020-2022)
- Conseiller régional de la Nouvelle-Aquitaine (2021-2022)
- Adjoint au Maire de Niort (2020-2022)